# Enrique Rambal García
Enrique Rambal García   (Utiel, 21 de setembre de 1889 - València, 10 de maig de 1956) va ser un actor i empresari teatral valencià. Muntà gairebé vuit-centes obres de teatre i hom el considera un dels renovadors del muntatge teatral a nivell hispànic. És el pare d'Enrique Rambal Sacía (1924-1971), també actor.
Caixista d'impremta, s'inicià com a actor al Teatre Principal de València. Amb disset anys ja era primer actor. El 1919 va viatjar a America, especialitzant-se en melodrames policíacs, fent una gran fortuna, que va invertir a adaptar al teatre grans novel·les.
Feu esporàdiques incursions al cinema: El crimen del bosque azul, 1920, i El desaparecido, 1934).